# Leigh-Ann Mathys
Leigh-Ann Mathys é uma política sul-africana do Combatentes da Liberdade Económica. Foi tesoureira-geral do seu partido até dezembro de 2019, quando foi sucedida por Omphile Maotwe. Foi eleita para o Parlamento da África do Sul no Noroeste nas eleições gerais sul-africanas de 2014.